# Torana

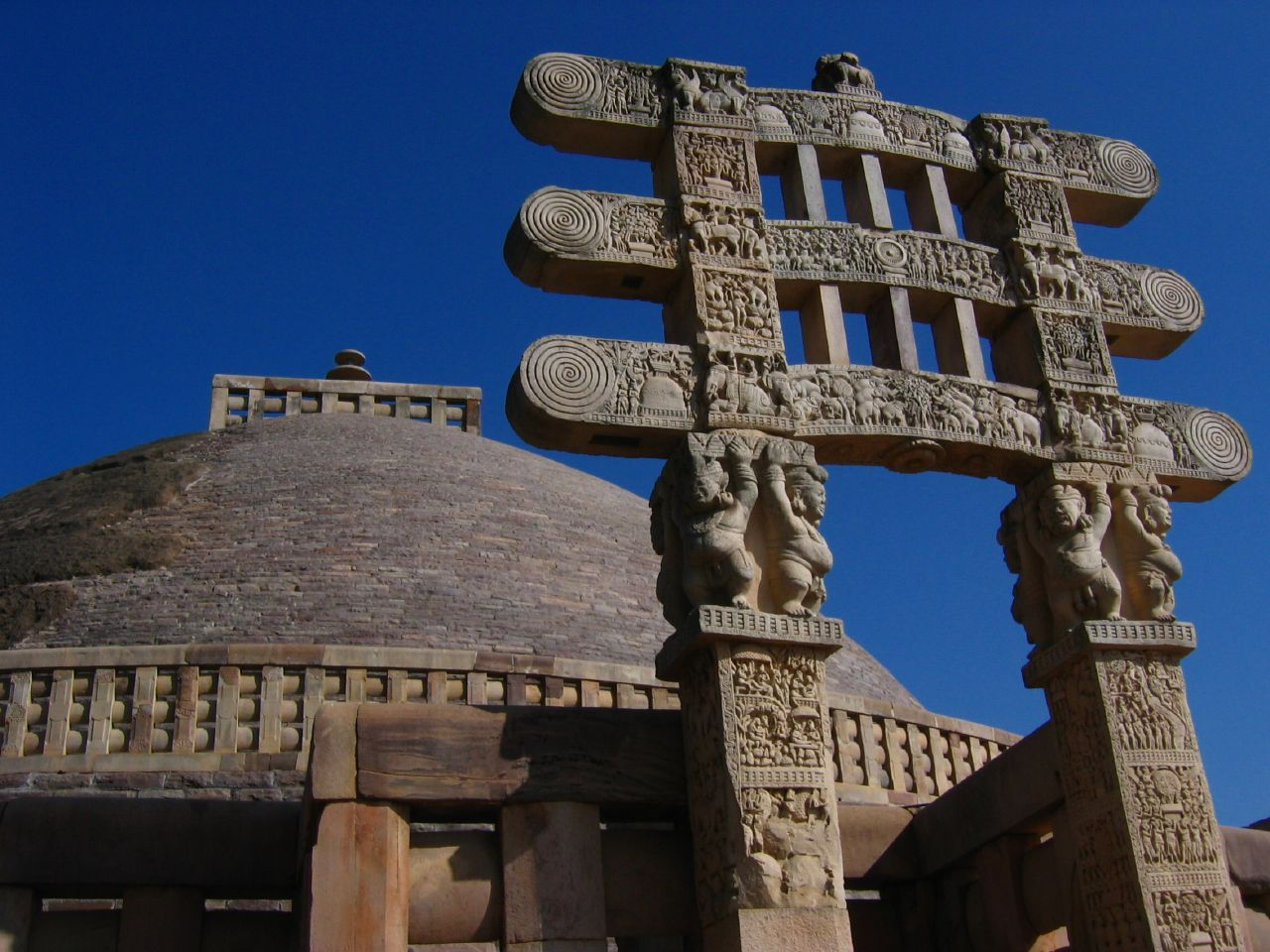
La torana norte de la Gran Estupa de Sanchi, India.

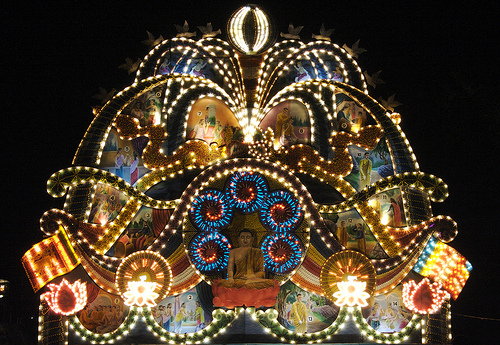
Un Pandol Vesak en Colombo, Sri Lanka

Una torana es un tipo de puerta monumental característico de la arquitectura budista y del subcontinente indio.

## Significado y usos de lastorana
Las toranas se asocian con las estupas budistas, como la Gran Estupa de Sanchi, así como con otras estructuras jainas, hindúes y seculares. Hay toranas simbólicas hechas de flores e incluso hojas que se cuelgan sobre puertas y entradas, especialmente en el sur y el oeste de la India. Se cree que dan buena suerte. También se usan con fines conmemorativos para celebrar la victoria de un rey.
Durante el festival vesak de Sri Lanka es tradición levantar toranas coloridas iluminadas con electricidad en las plazas públicas. Estas instalaciones decorativas temporales permanecen durante un par de semanas a partir del día de Vesak.
Hay distintos tipos de toranas: dvara-toranas, patra-toranas, ratne-toranas y otros. Son mencionados en los tratados de arquitectura medievales indios.

## Historia
La torana de la estupa de Sanchi se construyó entre el siglo I a. C. y el siglo I d. C., por la dinastía Satavahana de la antigua India.
Las puertas paifang chinas y las puertas torii japonesas proceden de la torana india. Sus funciones son similares, pero difieren en su forma: las que tienen varios postes de soporte y dinteles arqueados son propias de la arquitectura del este asiático. Las puertas coreanas también están relacionadas con las torri japonesas y con estructuras similares existentes en Tailandia.
En la época antigua hubo muchos intercambios culturales entre estos países, de modo que muchas rasgos culturales de India, Tailandia, China, Corea y Japón están relacionados. Por ejemplo, Benzaiten es el nombre japonés de la diosa hindú Saraswati, y el antiguo alfabeto siddham, que desapareció de la India en torno al año 1200, todavía es usada por monjes en Japón.

## Galería
|                  |
| Una torana india |

|                  |
| Un paifang chino |

|                  |
| Un torii japonés |

|                       |
| Un hongsalmun coreano |

|                                                        |
| Torana de makara sobre Buda Gautama, Cueva de Dambulla |